# Distretto di Ertis
Il distretto di Ertis (in kazako: Ертіс  ауданы) è un distretto (audan) del Kazakistan con  capoluogo Ertis.